# Municipio de West Albany
El municipio de West Albany (en inglés: West Albany Township) es un municipio ubicado en el condado de Wabasha en el estado estadounidense de Minnesota. En el año 2010 tenía una población de 398 habitantes y una densidad poblacional de 4,29 personas por km².

## Geografía
El municipio de West Albany se encuentra ubicado en las coordenadas 44°20′17″N 92°14′44″O / 44.33806, -92.24556. Según la Oficina del Censo de los Estados Unidos, el municipio tiene una superficie total de 92.83 km², de la cual 92,2 km² corresponden a tierra firme y (0,68 %) 0,63 km² es agua.

## Demografía
Según el censo de 2010, había 398 personas residiendo en el municipio de West Albany. La densidad de población era de 4,29 hab./km². De los 398 habitantes, el municipio de West Albany estaba compuesto por el 97,74 % blancos, el 0,5 % eran asiáticos, el 0,75 % eran de otras razas y el 1,01 % eran de una mezcla de razas. Del total de la población el 1,51 % eran hispanos o latinos de cualquier raza.